# Milan Timko (fotbalista)
Milan Timko (* 28. listopadu 1972, Prešov) je bývalý slovenský fotbalový obránce a reprezentant.

## Klubová kariéra
V československé lize hrál za Tatran Prešov. Nastoupil v 1 ligovém utkání. V české lize hrál za FC Baník Ostrava, nastoupil ve 42 ligových utkáních a dal 3 góly. Dále hrál za VTJ KOBA Senec, Artmedii Petržalka, ŠK Slovan Bratislava, Kocaelispor, Adanaspor, Aalborg BK, SV Ried a SV Ohlsdorf. V Lize mistrů UEFA nastoupil ve 2 utkáních a v Evropské lize UEFA ve 4 utkáních.

### Ligová bilance
| Ročník                                   | Zápasy | Góly | Klub                 |
| ---------------------------------------- | ------ | ---- | -------------------- |
| 1. československá fotbalová liga 1990/91 | 1      | 0    | Tatran Prešov        |
| 1. česká fotbalová liga 1996/97          | 14     | 1    | FC Baník Ostrava     |
| Gambrinus liga 1997/98                   | 28     | 2    | FC Baník Ostrava     |
| Mars superliga 1998/99                   | -      | -    | ŠK Slovan Bratislava |
| CELKEM 1. liga                           | 43     | 3    |                      |

## Reprezentační kariéra
V A-mužstvu Slovenska debutoval 6. 8. 1997 v přátelském utkání v Bratislavě proti reprezentaci Švýcarska (výhra 1:0). Za slovenský národní tým nastoupil v letech 1997–2002 celkem ve 29 utkáních a vstřelil 1 gól.

### Reprezentační zápasy a góly
Zápasy Milana Timka za A-mužstvo Slovenska
| Rok    | Zápasy | Góly |
| ------ | ------ | ---- |
| 1997   | 1      | 0    |
| 1998   | 5      | 0    |
| 1999   | 5      | 1    |
| 2000   | 12     | 0    |
| 2001   | 5      | 0    |
| 2002   | 1      | 0    |
| Celkem | 29     | 1    |

Góly Milana Timka za A-mužstvo Slovenska
| Gól | Datum       | Stadion                                                 | Soupeř    | Skóre | Výsledek | Soutěž          |
| --- | ----------- | ------------------------------------------------------- | --------- | ----- | -------- | --------------- |
| 010 | 19. 5. 1999 | Štadión Dubnica nad Váhom, Dubnica nad Váhom, Slovensko | Bulharsko | 01:0  | 2:0      | přátelský zápas |